# 沼間任世
沼間 任世（ぬま にんせい/ただよ）は、戦国時代から安土桃山時代にかけての武将。和泉国綾井城主。越後入道、如萍斎。『寛政重修諸家譜』によると諱は清成。子に沼間義清（越後守）、孫に沼間興清（主膳）がいる。

## 略歴
和泉国大鳥郡の綾井城（大阪府高石市）を居城とした。沼間氏は元は南郡の沼村・野村・別所村（それぞれ岸和田市）を本拠とし、任世の時に綾井城に住んだという。
元亀2年（1571年）6月、和泉守護代だった松浦氏の当主・松浦光が足利義昭から離反した三好義継に連絡をしており、それに伴い、任世とみられる「沼越入」（沼間越後入道）が、義継と行動を共にする松永久秀へ書状を送っている。沼間氏は永禄期（1558–1570年）以前の確かな史料で姿が見えないが、この頃には任世は松浦光に取り立てられていたとみられる。
天正3年（1575年）に光が死去した後、任世と寺田生家（又右衛門）・松浦家（安大夫）兄弟が共同で和泉支配を行うこととなる。光在世時の松浦氏では「四人之者」と呼ばれる重臣たちが光を支える体制となっており、任世らはその「四人之者」の流れを汲むものとみられる。
天正4年（1576年）7月9日、任世は寺田生家や松浦家、佐野在城衆と共に、本願寺周辺で刈田を行うよう織田信長から命じられた。この直後の7月13日、木津川口の海戦に沼間氏の一族が参戦し、任世の子の越後守（義清）や一族の沼間伊賀守・伝内が戦死している。翌天正5年（1577年）の4月頃、任世は住吉城の普請を行った。天正6年（1578年）6月には、任世ら和泉衆が海上警固を行っている様子がうかがえ、同年7月14日、九鬼嘉隆の船団が淡輪に上陸したことを淡輪徹斎・淡輪大和守と共に信長に報告している。
また、石山合戦中とみられるある年の10月、大坂に在陣する織田軍から派遣された「上使」が和泉で乱妨を行うのを止めるのに300貫文必要であるとして、寺田生家・松浦家と連名で南郡に75貫文要求している。この時、大鳥郡や泉郡、日根郡にも75貫文ずつ求めたと考えられる。
天正8年（1580年）の2月および12月、津田宗及の茶会に参加した（『津田宗及自会記』）。
天正9年（1581年）、織田信長が和泉で指出を行い、国衆らの知行替えを行ったが、この時任世は信長の朱印状を得るための「筆者銭」を国衆たちから徴収し、安土に赴いている。
天正11年（1583年）2月、任世は寺田生家や松浦家、真鍋次郎、桑原清輪らと共に羽柴秀吉により大坂へと呼ばれ、中村一氏に属して、根来・雑賀・粉河勢に当てられることとなった（『中村一氏記』）。
沼間氏ではこの後、戦死した義清の子（任世の孫）の興清が中村一氏の与力となり、中村家断絶後、徳川秀忠に仕えた。以後、その子孫は徳川幕府の旗本として続いた。

## その他
近世の史料で、任世は「和泉半国之触頭」と記されている（「泉邦四県石高寺社旧跡幷地侍伝」）。
また、応仁の乱の頃の綾井城主として「沼間日向守（日向入道）任世」がいたといわれる。日向守任世は和泉守護・細川有常の軍と高志の浜（高師浜、高石市）で衝突した山名軍に味方して、大雄寺に火を放ったという。綾井城はこの日向守任世が応仁年間（1467–1469年）に築いたともされる。